# دي بوست
دي بوست (بالإنجليزية: Dee Bost)‏ مواليد 12 أكتوبر 1989 في كونكورد، هو لاعب كرة سلة أمريكي. بدأ مسيرته الاحترافية في سنة 2012. يلعب مع نادي موناكو في الدوري الفرنسي لكرة السلة الدرجة الأولى كلاعب هجوم خلفي. يحمل الرقم 1. يبلغ طوله 6 قدم 2 بوصة (1.9 م).

## المسيرة الاحترافية
لعب مع نادي بودوشنوست لكرة السلة في موسم 2012–2013، ثم لعب مع تروتاموندوس دي كارابوبو في سنة 2014، ثم لعب مع طرابزون سبور لكرة السلة في الدوري التركي في موسم 2014–2015، ثم لعب مع نادي جلونا غورا لكرة السلة في موسم 2015–2016، ثم لعب مع نادي موناكو لكرة السلة في سنة 2016.

## روابط خارجية
- دي بوست على موقع الاتحاد الدولي لكرة السلة (الإنجليزية)
- دي بوست على موقع سبورتس رفرنس (الإنجليزية)
- دي بوست على موقع الدوري الإسباني لكرة السلة (الإسبانية)
- دي بوست على موقع كرة السلة الأوروبية.كوم (الإنجليزية)
- دي بوست على موقع كلية كرة السلة في سبورتس رفرنس.كوم (الإنجليزية)
- دي بوست على موقع ريلجم (الإنجليزية)
- دي بوست على موقع بروبوليرز (الإنجليزية)
- دي بوست على موقع سبورتس رفرنس (الإنجليزية)
- دي بوست على موقع سبورتس رفرنس (الإنجليزية)